# Högskärshällarna
Högskärshällarna är skär i Åland (Finland). De ligger i Ålands hav och i kommunen Jomala i landskapet Åland, i den sydvästra delen av landet. Öarna ligger omkring 13 kilometer väster om Mariehamn och omkring 290 kilometer väster om Helsingfors.
Arean för den av öarna koordinaterna pekar på är 0,4 hektar och dess största längd är 130 meter i nord-sydlig riktning. Närmaste större samhälle är Mariehamn, 12,9 km öster om Högskärshällarna.